# 川口翔子
川口 翔子（かわぐち しょうこ、1996年3月11日 - ）は、日本の女優・モデル。旧芸名：川口ひとみ。
東京都出身。小学館『小学四年生』2005年モデルオーディション準グランプリ。
2009年ごろにチャームキッズからスマイルモンキーに移籍し、現在の川口翔子に改名した。

## 出演

### テレビドラマ
- 日本テレビ開局55周年スペシャルドラマ「東京大空襲」
- スカイパーフェクTV!美少女学園ドラマ「ケーキパニック2」

### 雑誌
- なかよし（講談社）
- 小学四年生（小学館）
- ChibaWalker（角川クロスメディア）
- 月刊カメラマン（モーターマガジン社）

### CM
- ACジャパン 「ささえあったら、人になる。」（2011年）
- 東洋水産 「マルちゃん・昔ながらのソース焼きそば」（2012年）

### スチール
- ベネッセコーポレーション（「得点力学習DS」・「夏限定!成績アップ特別講座」パンフレット）
- パナソニック（朝日小学生新聞全面広告）
- ウィルコム（総合カタログ）